# Gino Caen
Gino Caen (16 april 1965) is een Belgische voetbalcoach. Sinds 2019 is hij assistent-trainer bij KAA Gent.

## Biografie
Gino Caen was als voetballer actief in de provinciale reeksen van het Belgisch voetbal. In 1983 studeerde hij af aan de sportschool VILO. In het dagelijks leven was hij sportleerkracht aan het Sint-Leocollege in Brugge. Daarnaast was de West-Vlaming ook actief als lesgever voor de Koninklijke Belgische Voetbalbond (KBVB). In 2016 behaalde hij samen met Adnan Čustović het UEFA Pro Licence-diploma.
Zijn trainerscarrière startte hij al in 1983 bij de jeugd van FC Lichtervelde. Later werd hij speler-trainer bij de eerste ploegen van de West-Vlaamse clubs Lissewege, Zerkegem en Ichtegem. Hij was ook hoofdcoach bij de clubs VV Westkapelle, Stormvogels Koekelare en SK Steenbrugge.
In 2009 werd Caen door Rudi Verkempinck en Joost Desender als beloftencoach naar KV Kortrijk gehaald. Als conditietrainer assisteerde hij hoofdcoach Hein Vanhaezebrouck en later ook diens opvolger Yves Vanderhaeghe. In 2015 stapte hij samen met Vanderhaeghe over naar KV Oostende. Toen Vanderhaeghe in september 2017 ontslagen werd, werd Caen de assistent van Adnan Čustović. Begin oktober 2017 werd hij door Vanhaezebrouck opgenomen in de technische staf van RSC Anderlecht. In december 2018 werd Caen samen met Vanhaezebrouck ontslagen bij Anderlecht.
Bij de start van het seizoen 2019/20 werd Caen door KAA Gent aangetrokken als nieuwe physical coach.Na 2 seizoenen verhuisde Caen naar Zulte Waregem onder leiding van Franky Dury en Timmy Simons. Na het ontslag van Franky Dury ruilde hij Zulte Waregem in voor KV Oostende olv Yves Vanderhaeghe. In hetzelfde voetbalseizoen haalde Timmy Simons de ervaren trainer naar Dender om de play down play offs te spelen.
Seizoen 2023-2024 trok Caen samen met Yves Vanderhaeghe naar Al Faisaly in Saoudi-Arabië.

## Trivia
- Zijn dochter Ellen Caen was in 2017 finaliste bij de Miss België-verkiezing.[8]